# Estadio Sabinas
El Estadio Sabinas es un estadio de béisbol que está localizado en la ciudad de Sabinas, Coahuila, México. Albergó béisbol de la Liga Mexicana de 1971 a 1979.
El estadio fue casa de los Piratas de Sabinas y los Mineros de Coahuila, cuenta con capacidad para 4,000 aficionados y fue inaugurado para la Liga Mexicana de Béisbol en 1971, actualmente el estadio es utilizado por los Piratas que participan en la Liga del Norte de Coahuila. En el 2014 fue anunciada una remodelación a las gradas por el alcalde Ignacio Lenin Flores Lucio.